# Städer i Minsks voblast
Städer i Minsk voblast i Republiken Belarus är de städer som tillhör Minsks voblast (belarusiska för oblast). De kan delas upp i tre underkategorier, specificerade i lagtexten (den 5 maj 1998 № 154-Z) ”Om administrativ och territoriell uppdelning och ordning för att lösa administrativa och territoriella frågor i Republiken Belarus”.
De tre kategorierna är:
- En stad av nationell subordination – Minsk, Republiken Belarus huvudstad.
- Städer av regional subordination – de största orterna med en folkmängd på minst femtiotusen personer. De är administrativa,  ekonomiska och kulturella centra med en utvecklad industriell och social infrastruktur.
- Städer av distriktssubordination – orter med en folkmängd på minst sextusen personer, med industrier samt sociala och kulturella institutioner. De har förutsättningar för vidareutveckling och befolkningstillväxt.

## Karta över städer i Minsk voblast
Städer med folkmängd:
|  |  | – 1 000 000 och mera        |  |  | – från 20 000 till 49 999 |
|  |  | – från 100 000 till 199 999 |  |  | – från 10 000 till 19 999 |
|  |  | – från 50 000 till 99 999   |  |  | – 9 999 och mindre        |

Den gröna färgen indicerar städer med ökande folkmängd, och den röda med minskande folkmängd.

## Antal städer och folkmängd
Den 1 januari 2016 (folkräkning) fanns det i Minsks voblast (inkluderande Minsk som inte ingår i regionen administrativt) 25 städer, däribland en (1) stad av nationell subordination, en (1) stad av regional subordination och 23 städer av distriktssubordination:
Statistik enligt oktober 2009:
| Folkmängd                 | Antal | Antal i procent | Personer  | Personer i procent |
| ------------------------- | ----- | --------------- | --------- | ------------------ |
| 1 000 000 och mera        | 1     | 4,00 %          | 1 836 808 | 71,73 %            |
| från 100 000 till 199 999 | 2     | 8,00 %          | 249 678   | 9,75 %             |
| från 50 000 till 99 999   | 3     | 12,00 %         | 217 450   | 8,49 %             |
| från 20 000 till 49 999   | 3     | 12,00 %         | 73 446    | 2,87 %             |
| från 10 000 till 19 999   | 12    | 48,00 %         | 147 899   | 5,78 %             |
| 9 999 och mindre          | 4     | 16,00 %         | 35 362    | 1,38 %             |
| Summa                     | 25    | 100,00 %        | 2 560 643 | 100,00 %           |

## Lista över städer i Minsk voblast
Latinska namnen på listan är skrivna i enlighet med de officiella nationella och internationella translitterationsreglerna.

| Nr | Vapen | Namn (latinskt) | Namn (kyrilliskt) | Distrikt (rajon)        | Folkmängd (folkräkning, 2009) | Folkmängd (beräkning, 2016) | Förändring |
| -- | ----- | --------------- | ----------------- | ----------------------- | ----------------------------- | --------------------------- | ---------- |
| 1  |       | Minsk           | Мінск             | Minsks stad             | 1 836 808                     | 1 959 781                   | +6,69 %    |
| 2  |       | Barysaŭ         | Барысаў           | Barysaŭ distrikt        | 147 381                       | 143 919                     | −2,35 %    |
| 3  |       | Salihorsk       | Салігорск         | Salihorsks distrikt     | 102 297                       | 106 503                     | +4,11 %    |
| 4  |       | Maladziečna     | Маладзечна        | Maladziečna distrikt    | 94 282                        | 94 922                      | +0,68 %    |
| 5  |       | Žodzina         | Жодзіна           | Žodzina stad            | 61 724                        | 63 888                      | +3,51 %    |
| 6  |       | Sluck           | Слуцк             | Slucks distrikt         | 61 444                        | 62 226                      | +1,27 %    |
| 7  |       | Dziaržynsk      | Дзяржынск         | Dziaržynsks distrikt    | 25 164                        | 27 225                      | +8,19 %    |
| 8  |       | Viliejka        | Вілейка           | Viliejka distrikt       | 26 836                        | 26 831                      | −0,02 %    |
| 9  |       | Marjina Horka   | Мар’іна Горка     | Puchavičy distrikt      | 21 446                        | 21 280                      | −0,77 %    |
| 10 |       | Stoŭbtsy        | Стоўбцы           | Stoŭbtsy rajon          | 15 367                        | 16 839                      | +9,58 %    |
| 11 |       | Smaliavičy      | Смалявічы         | Smaliavičy distrikt     | 15 092                        | 16 547                      | +9,64 %    |
| 12 |       | Niasviž         | Нясвіж            | Niasvižs distrikt       | 14 033                        | 15 434                      | +9,98 %    |
| 13 |       | Fanipaĺ         | Фаніпаль          | Dziaržynsks distrikt    | 12 718                        | 15 198                      | +19,50 %   |
| 14 |       | Zaslaŭje        | Заслаўе           | Minsks distrikt         | 14 202                        | 15 151                      | +6,68 %    |
| 15 |       | Lahojsk         | Лагойск           | Lahojsks distrikt       | 10 706                        | 12 739                      | +18,99 %   |
| 16 |       | Bierazino       | Беразіно          | Bierazino distrikt      | 12 020                        | 11 832                      | −1,56 %    |
| 17 |       | Klieck          | Клецк             | Kliecks distrikt        | 10 761                        | 11 317                      | +5,17 %    |
| 18 |       | Liubań          | Любань            | Liubańs distrikt        | 11 256                        | 11 000                      | −2,27 %    |
| 19 |       | Staryja Darohi  | Старыя Дарогі     | Staryja Darohi distrikt | 11 036                        | 10 425                      | −5,54 %    |
| 20 |       | Valožyn         | Валожын           | Valožyns distrikt       | 10 558                        | 10 329                      | −2,17 %    |
| 21 |       | Uzda            | Узда              | Uzda distrikt           | 9 684                         | 10 120                      | +4,50 %    |
| 22 |       | Červień         | Чэрвень           | Červieńs distrikt       | 10 150                        | 9 718                       | −4,26 %    |
| 23 |       | Kapyĺ           | Капыль            | Kapyĺs distrikt         | 9 938                         | 9 620                       | −3,20 %    |
| 24 |       | Krupki          | Крупкі            | Krupki distrikt         | 8 675                         | 8 630                       | −0,52 %    |
| 25 |       | Miadziel        | Мядзел            | Miadziels distrikt      | 7 065                         | 6 871                       | −2,75 %    |

## Bildgalleri

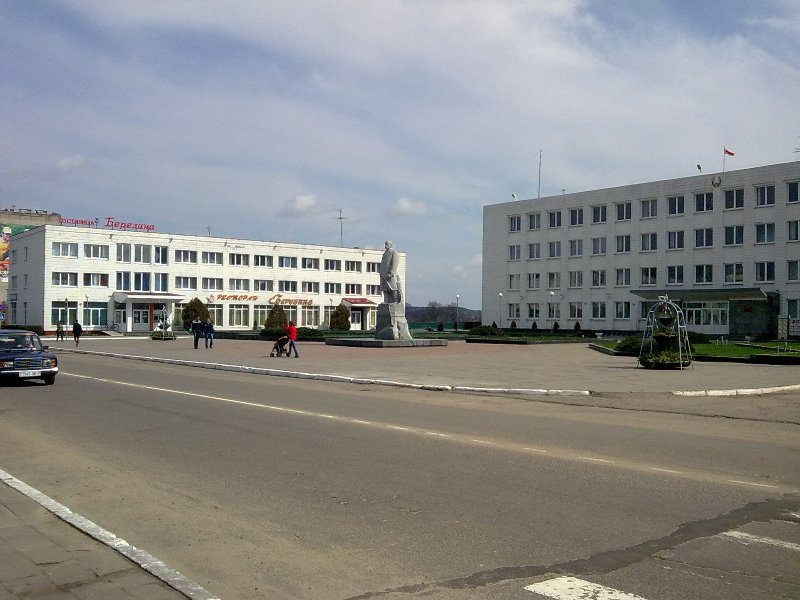
Bierazino
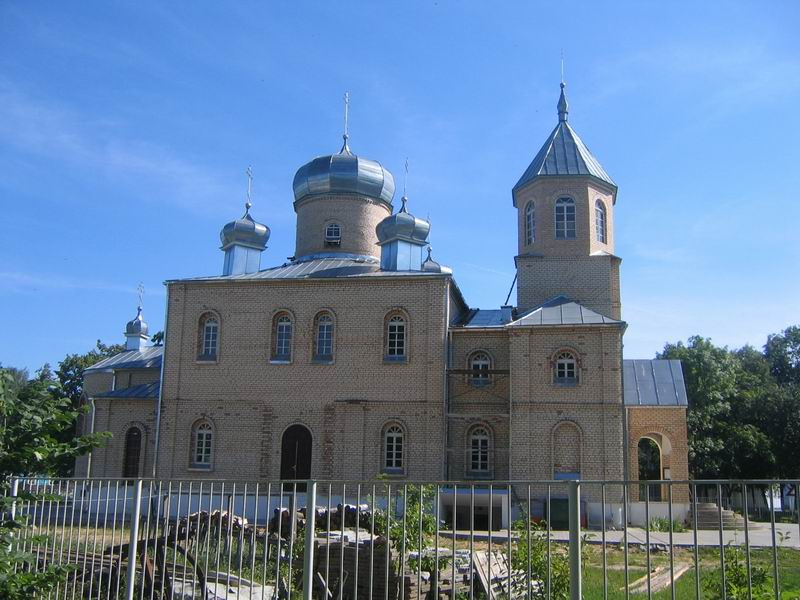
Červień
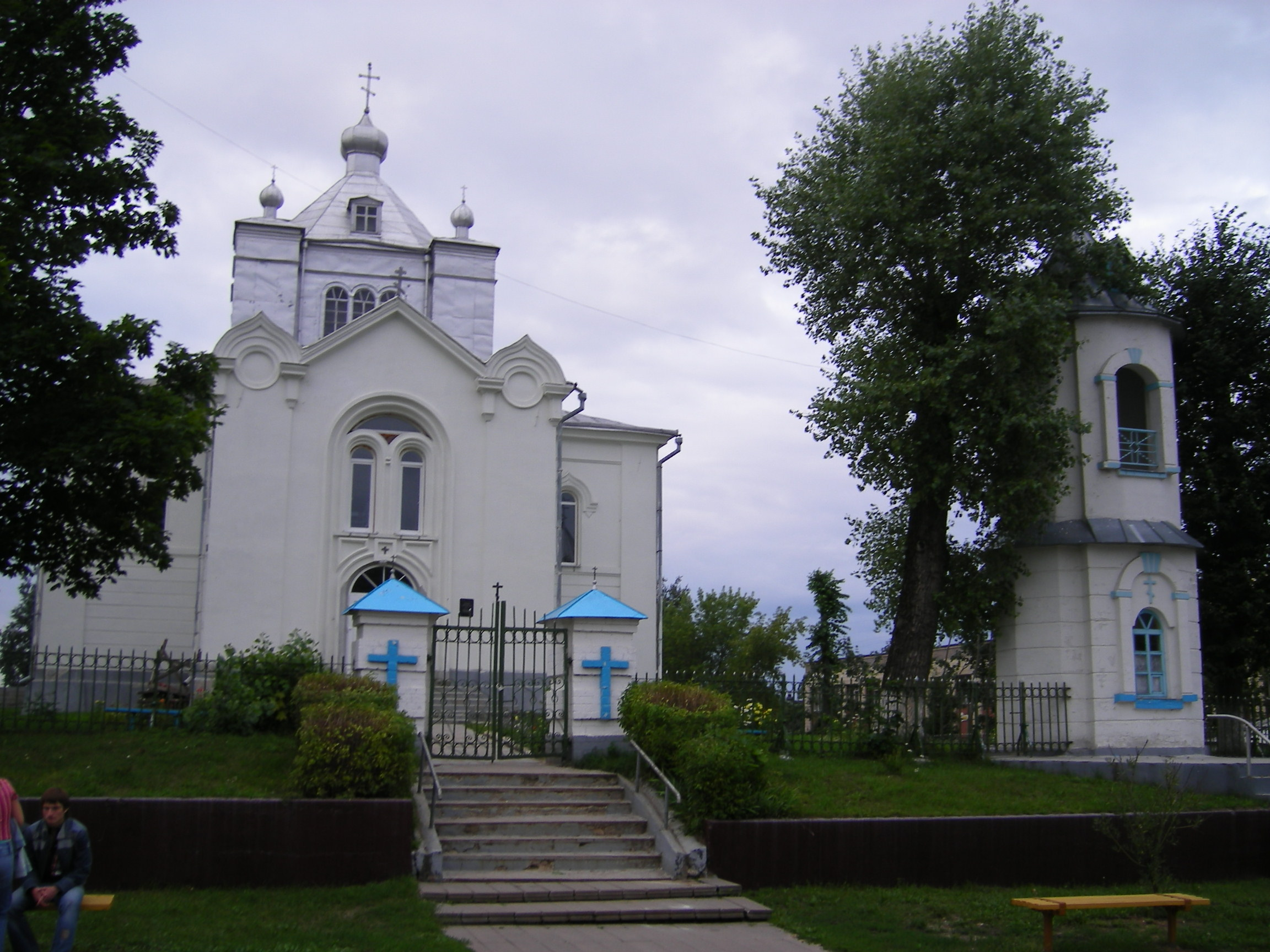
Dziaržynsk
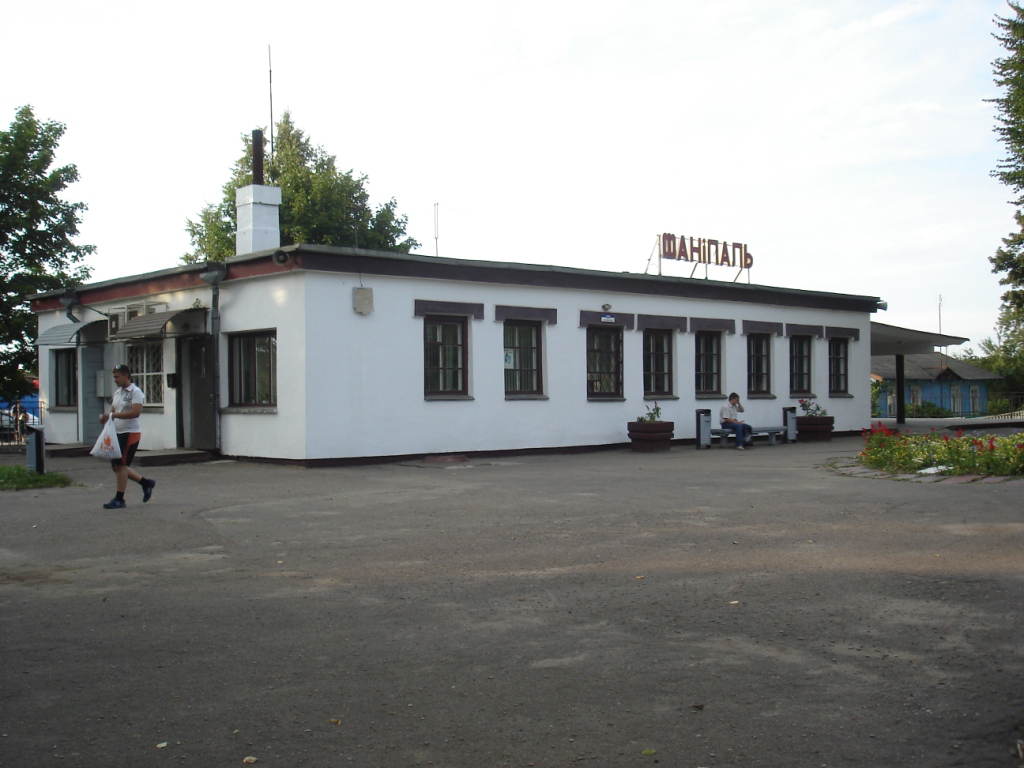
Fanipaĺ
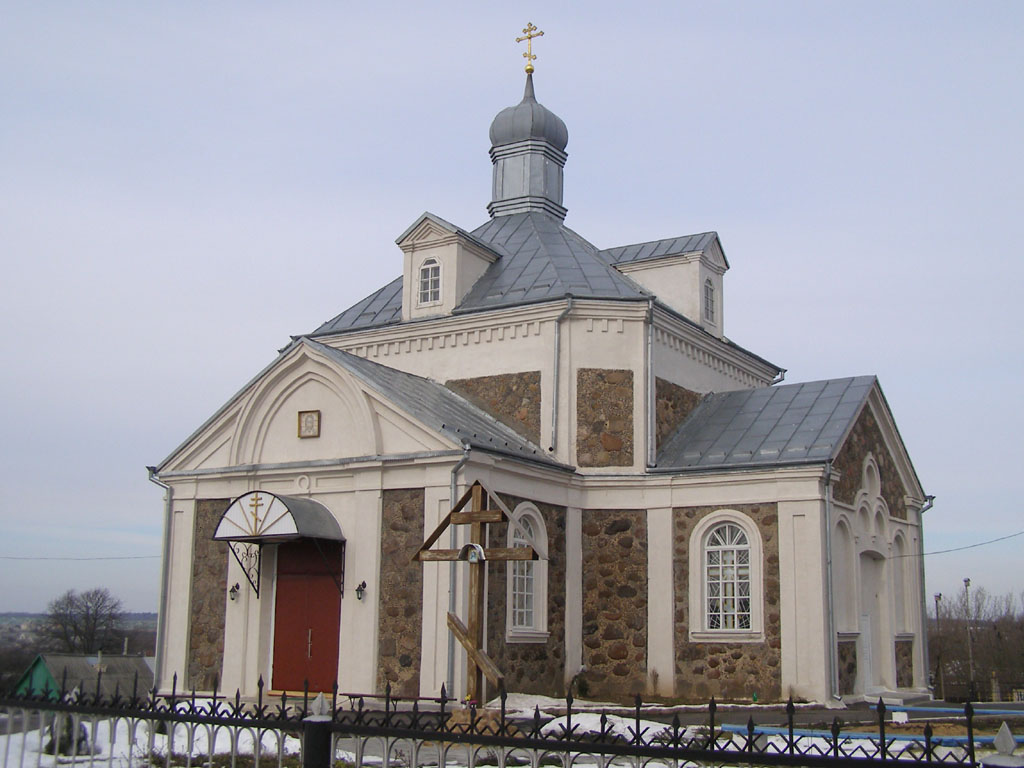
Kapyĺ
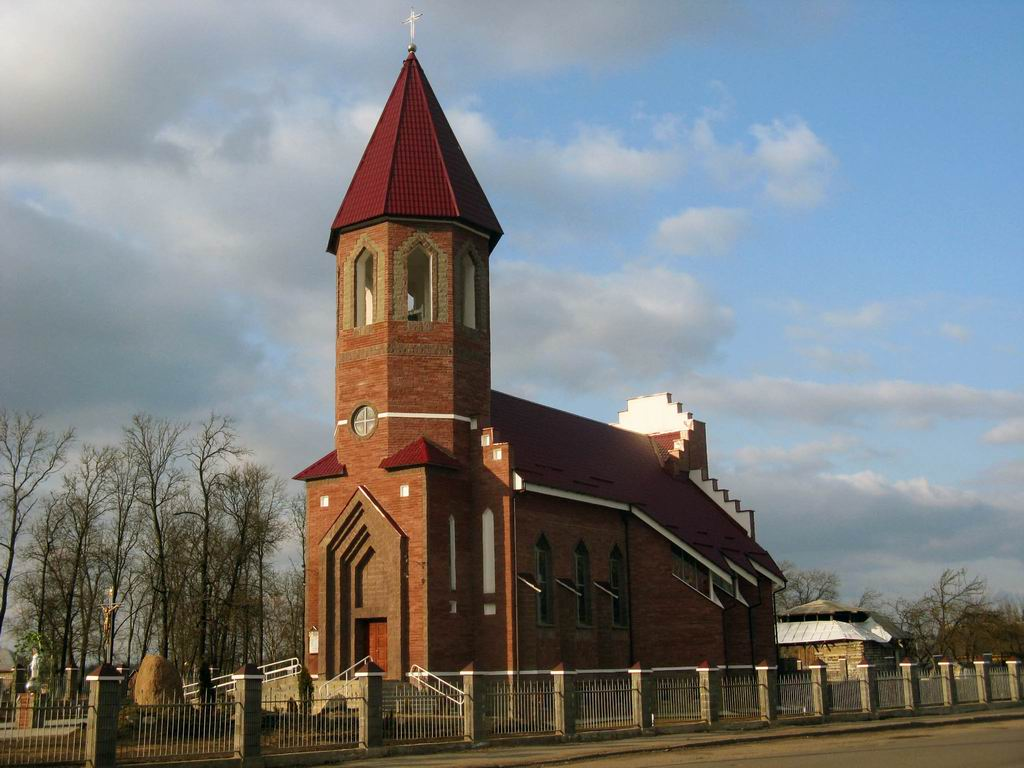
Klieck
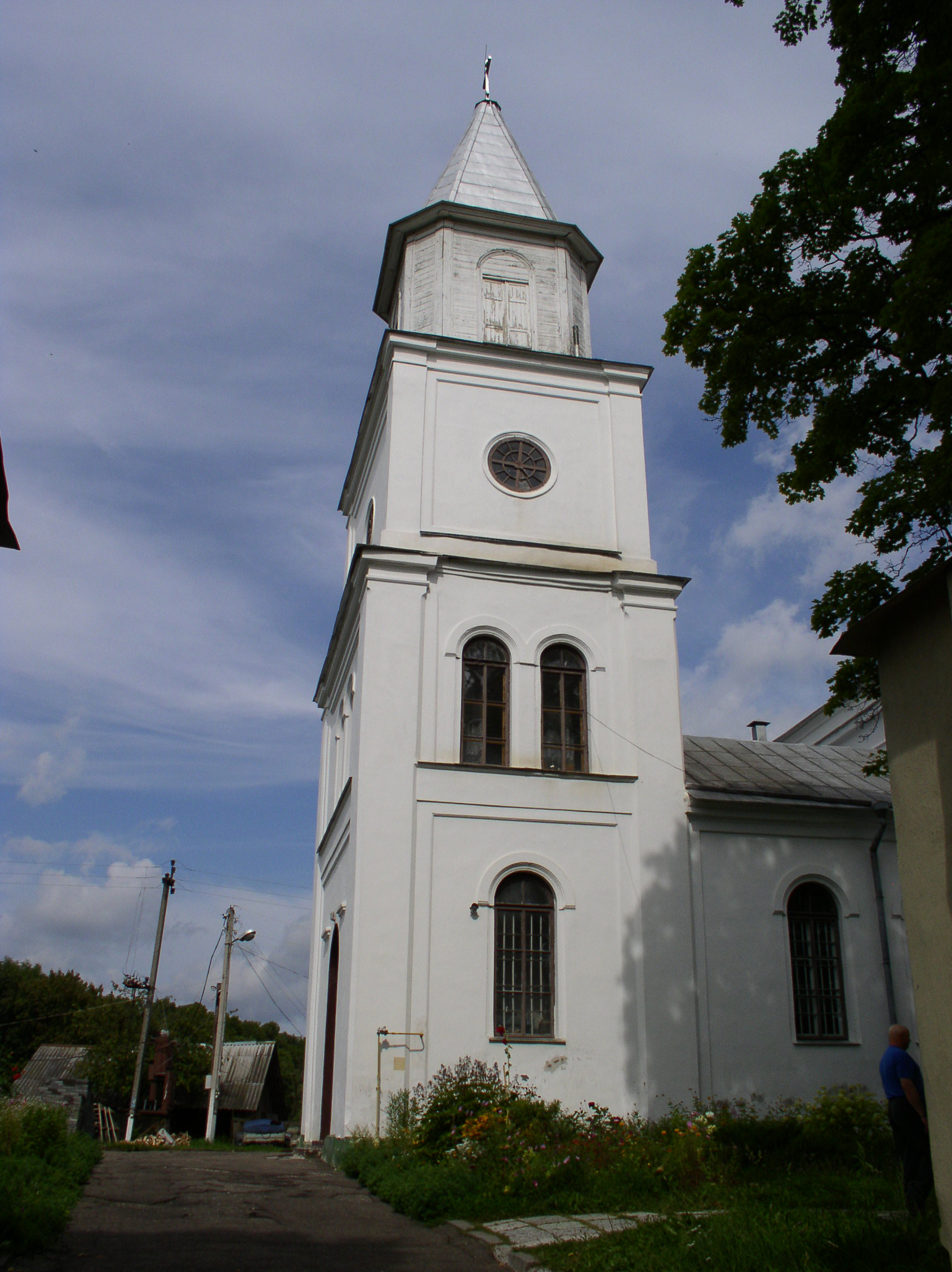
Lahojsk
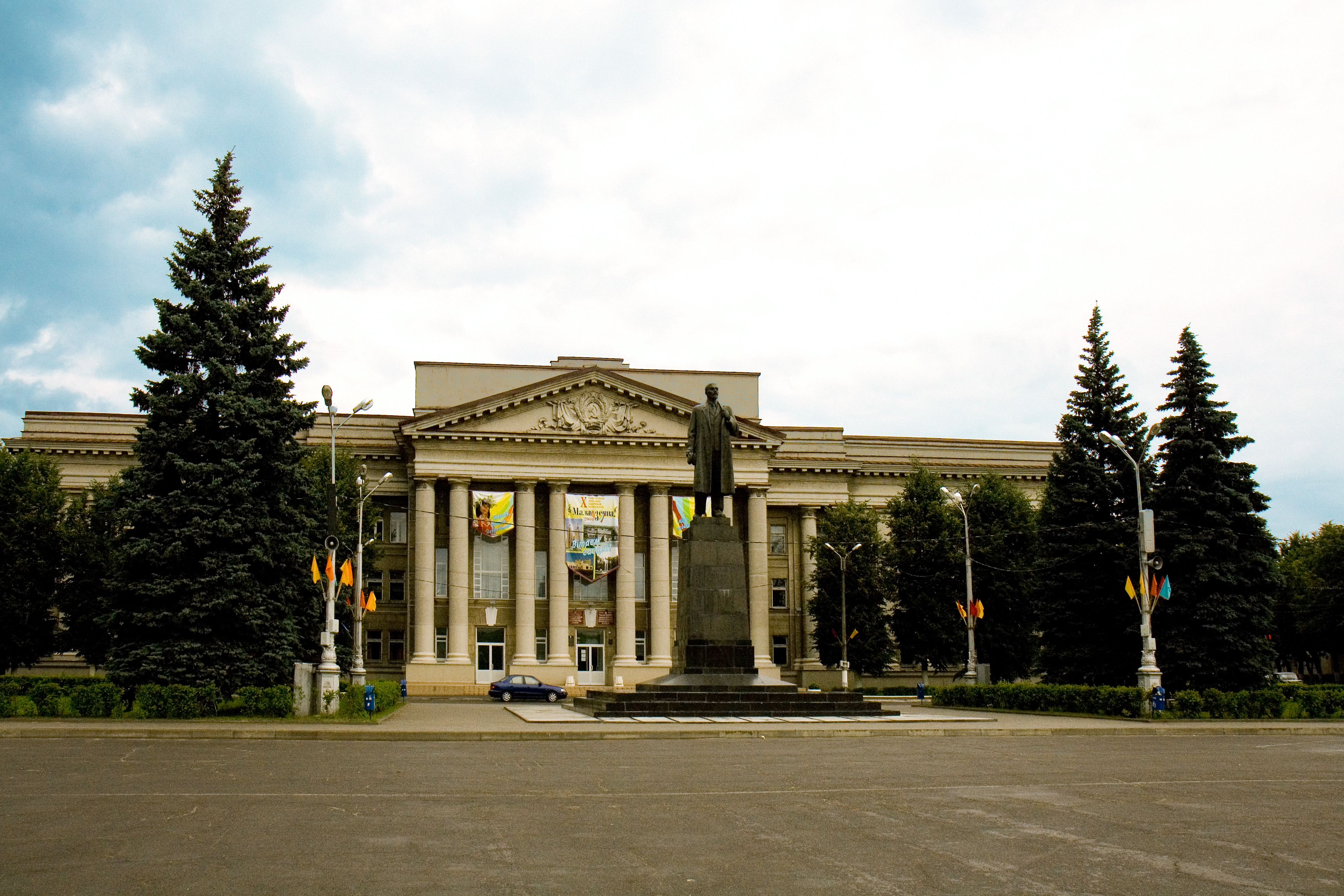
Maladziečna
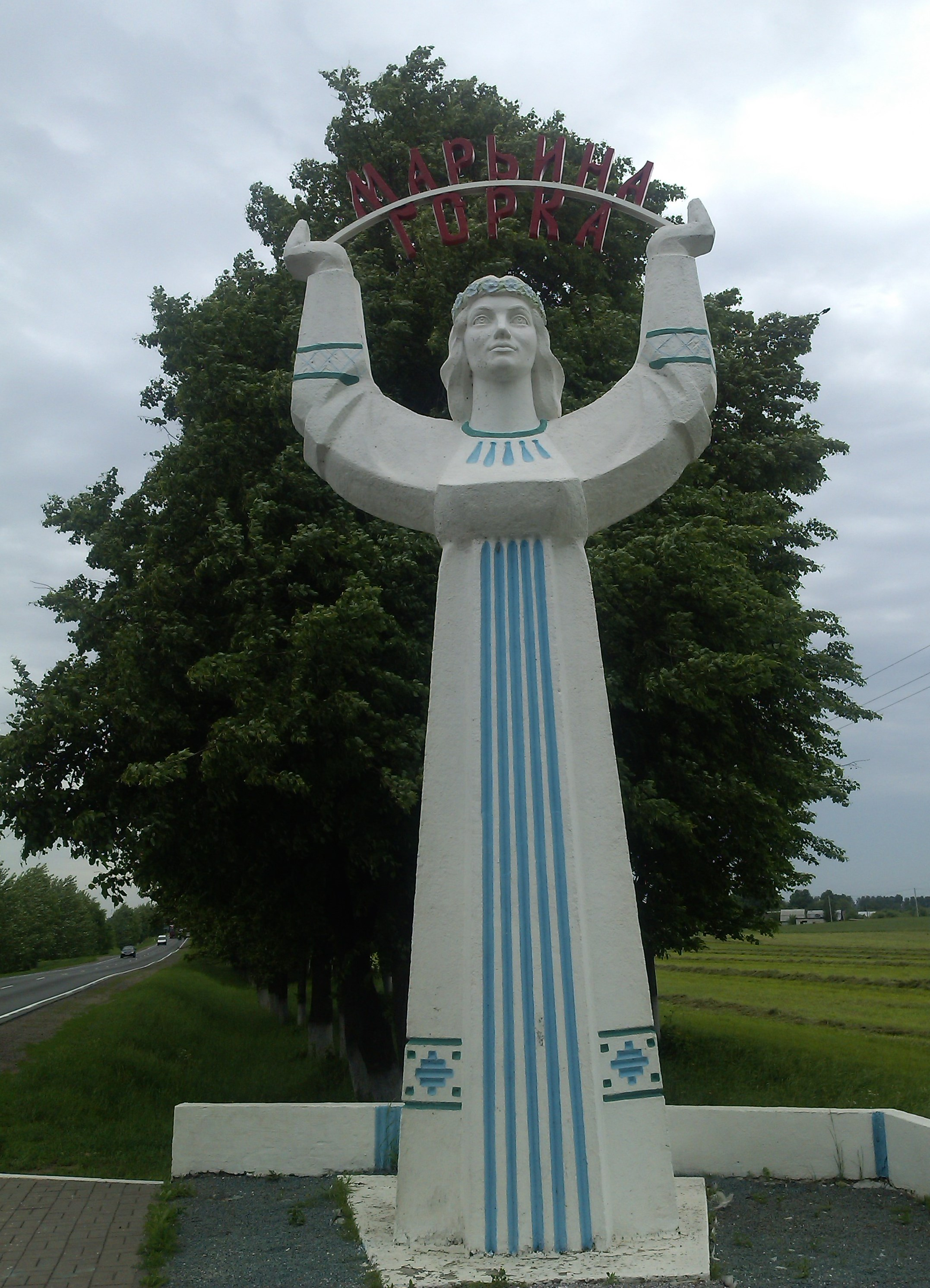
Marjina Horka
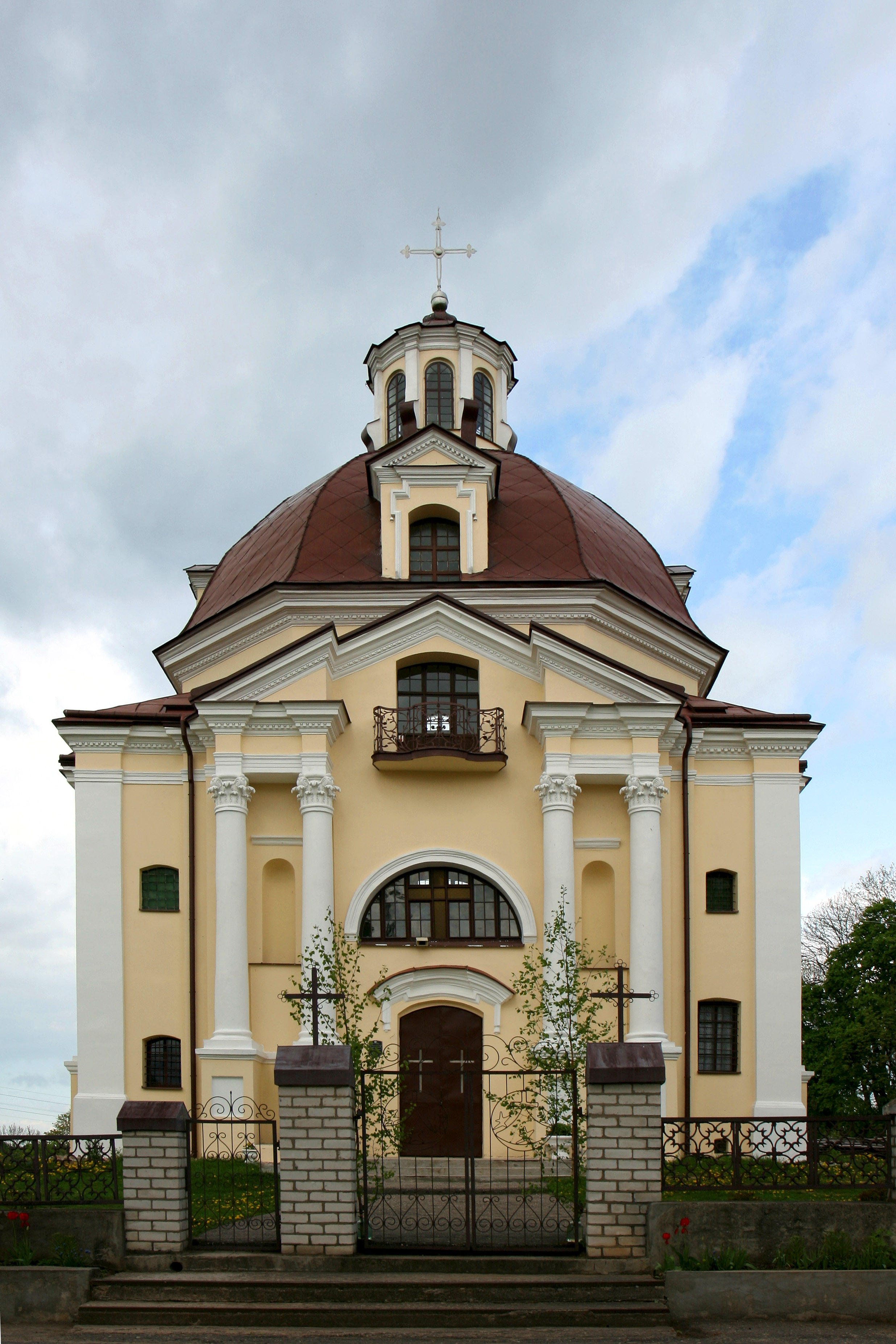
Miadziel
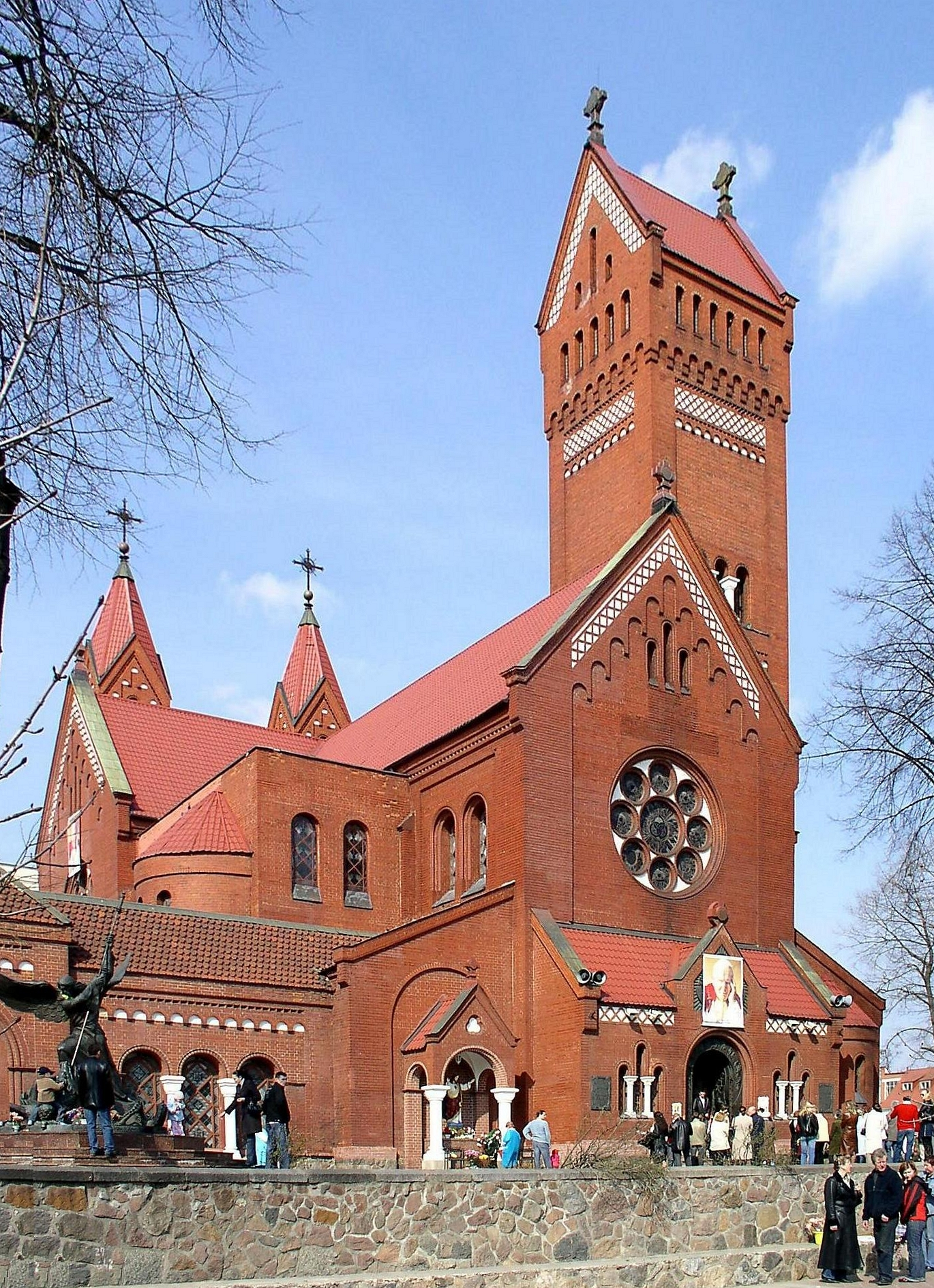
Minsk
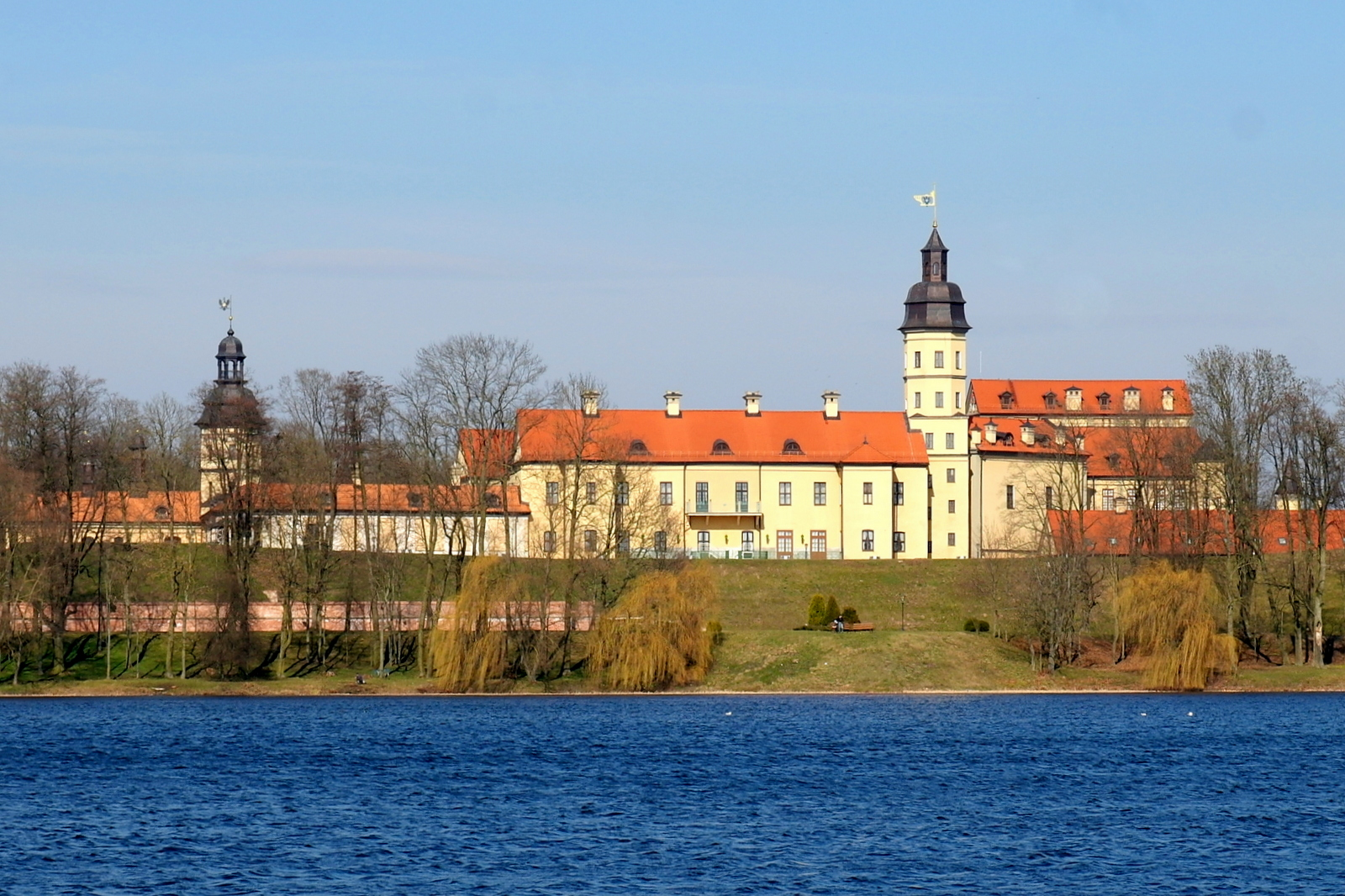
Niasviž
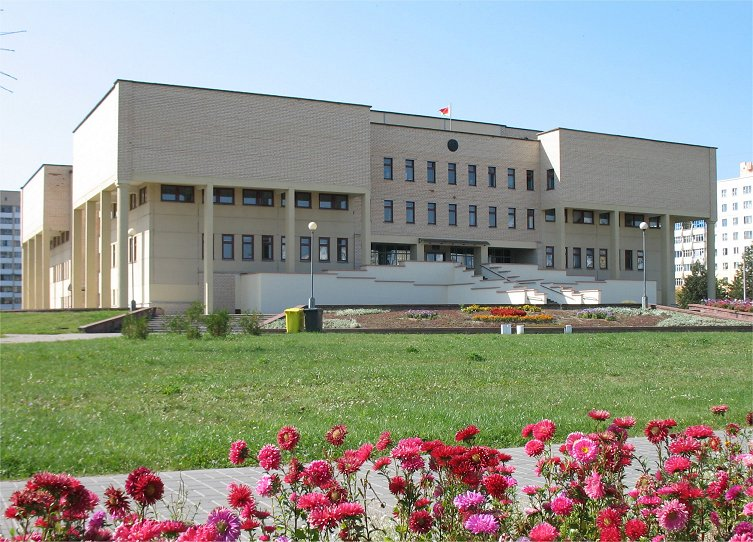
Salihorsk
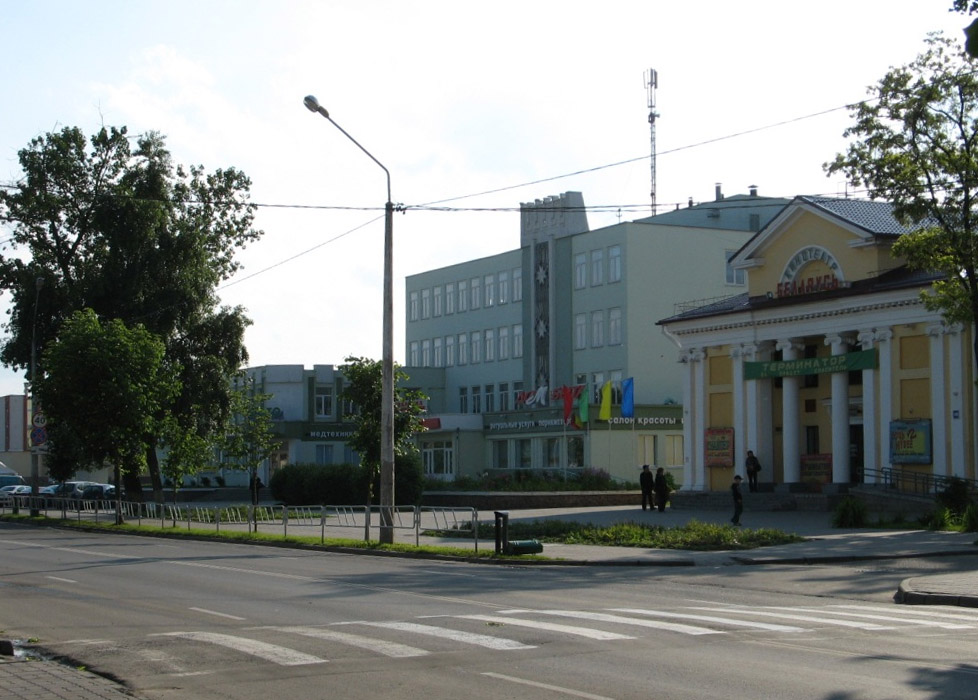
Sluck
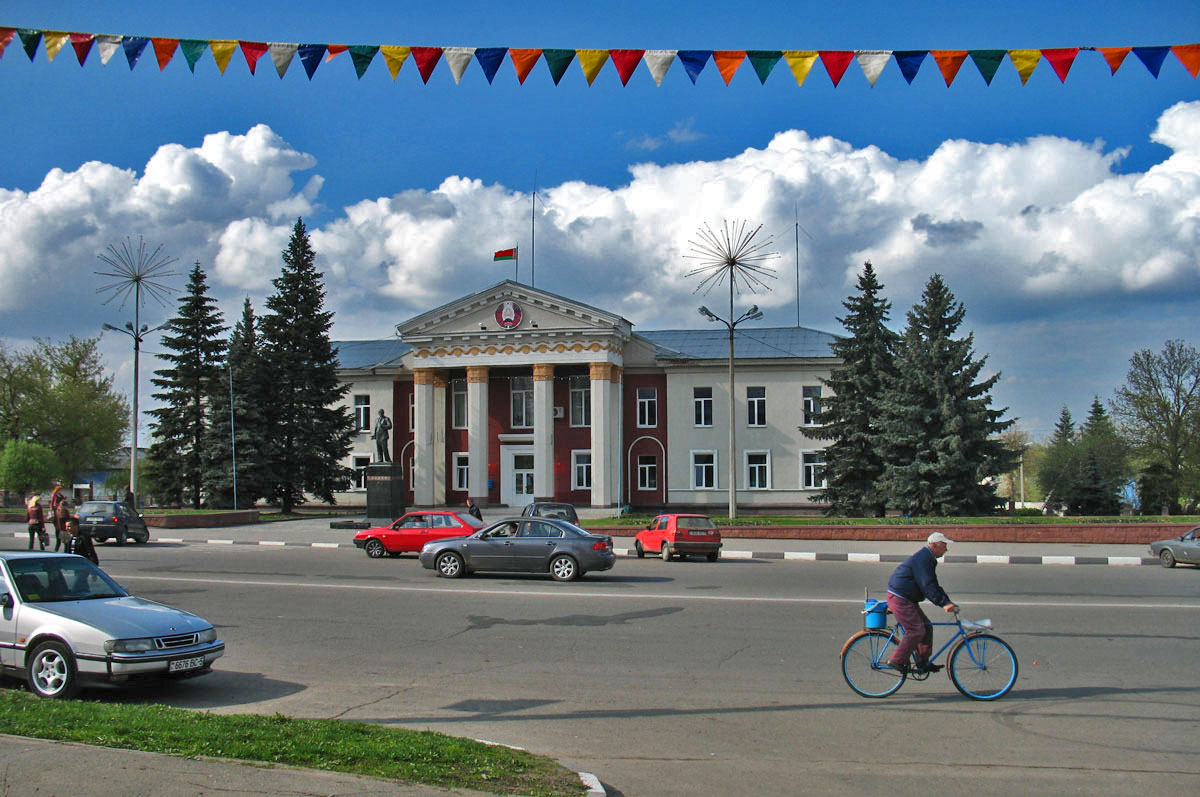
Smaliavičy
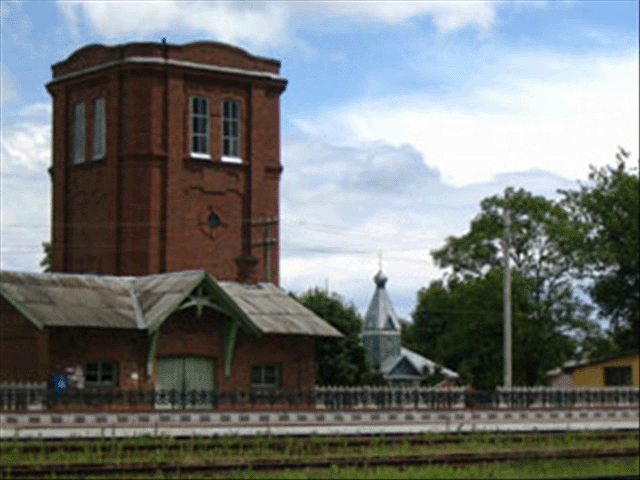
Staryja Darohi
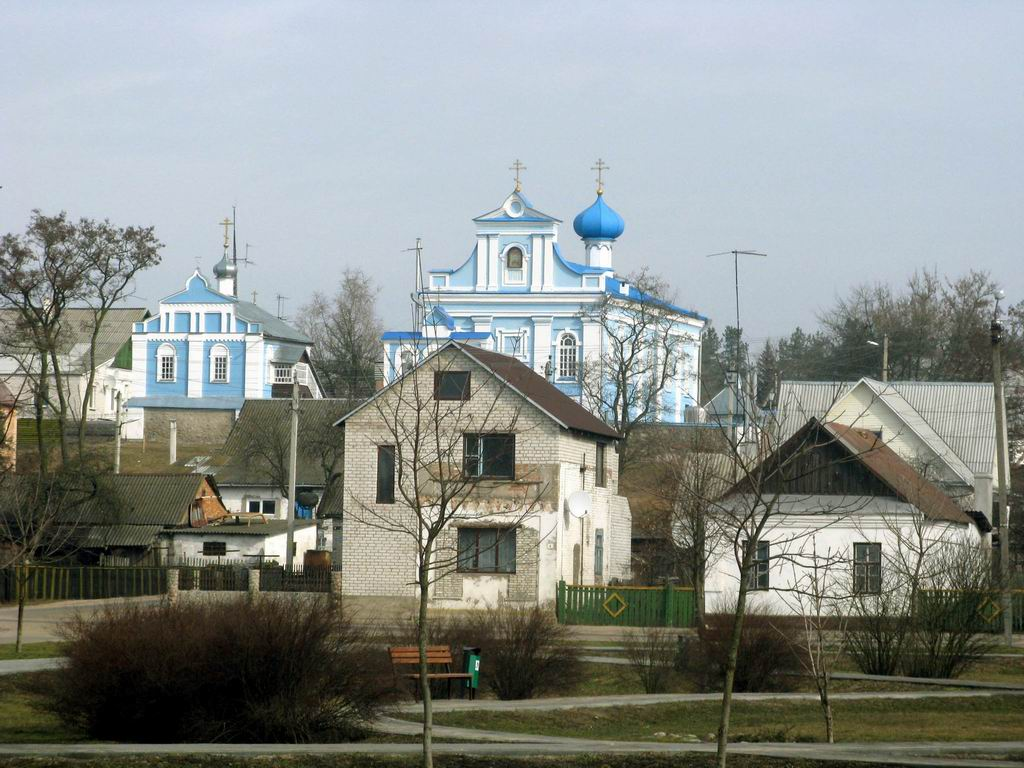
Stoŭbcy
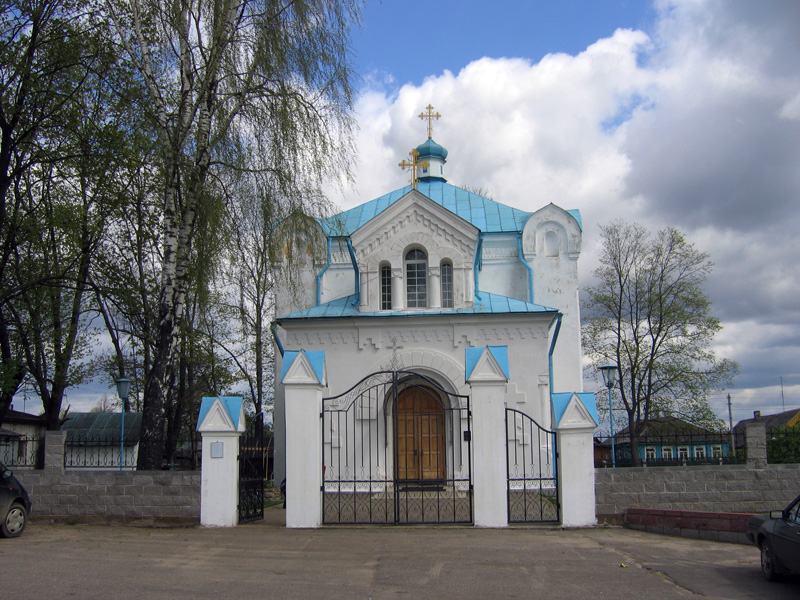
Uzda
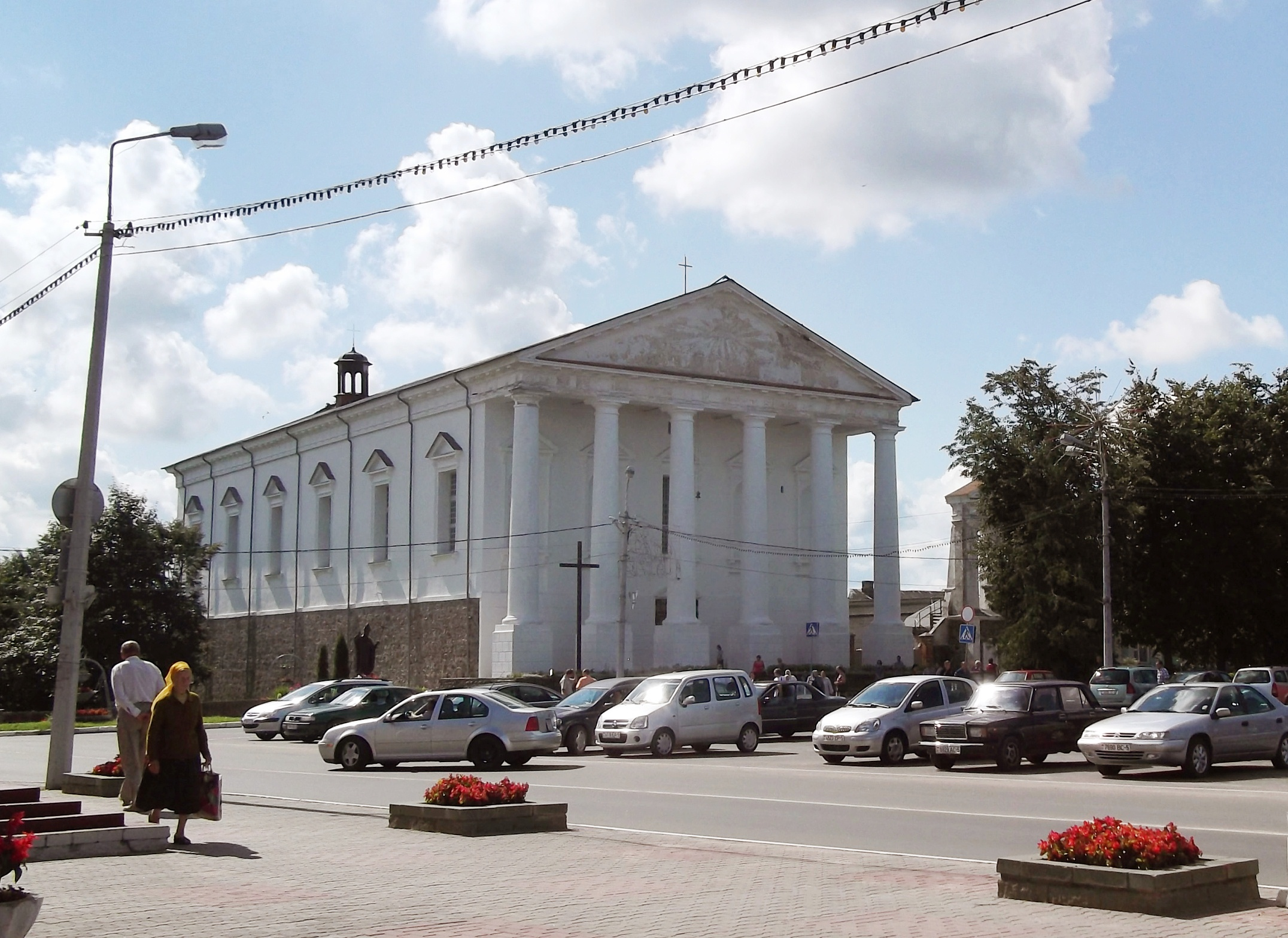
Valožyn
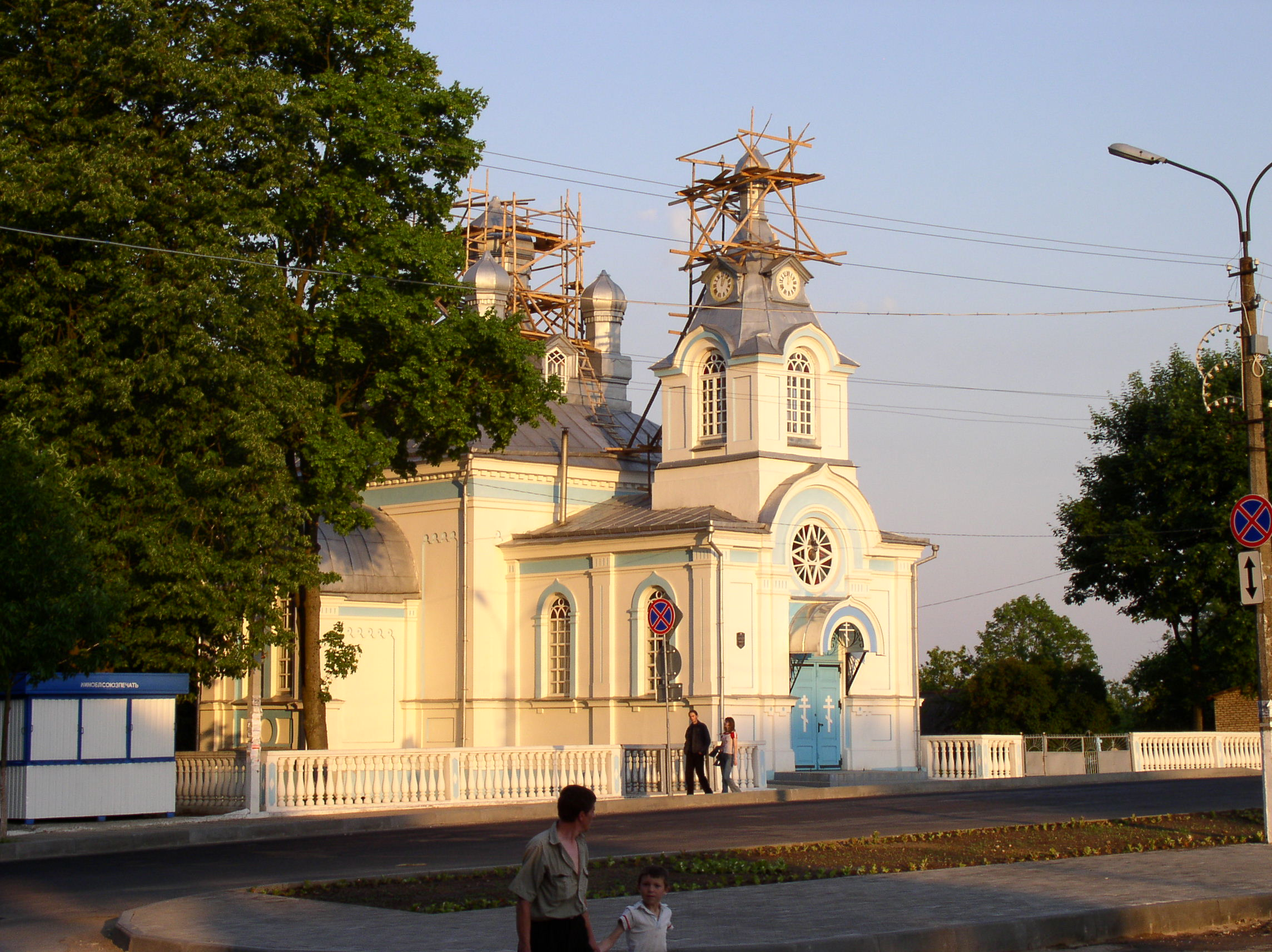
Viliejka
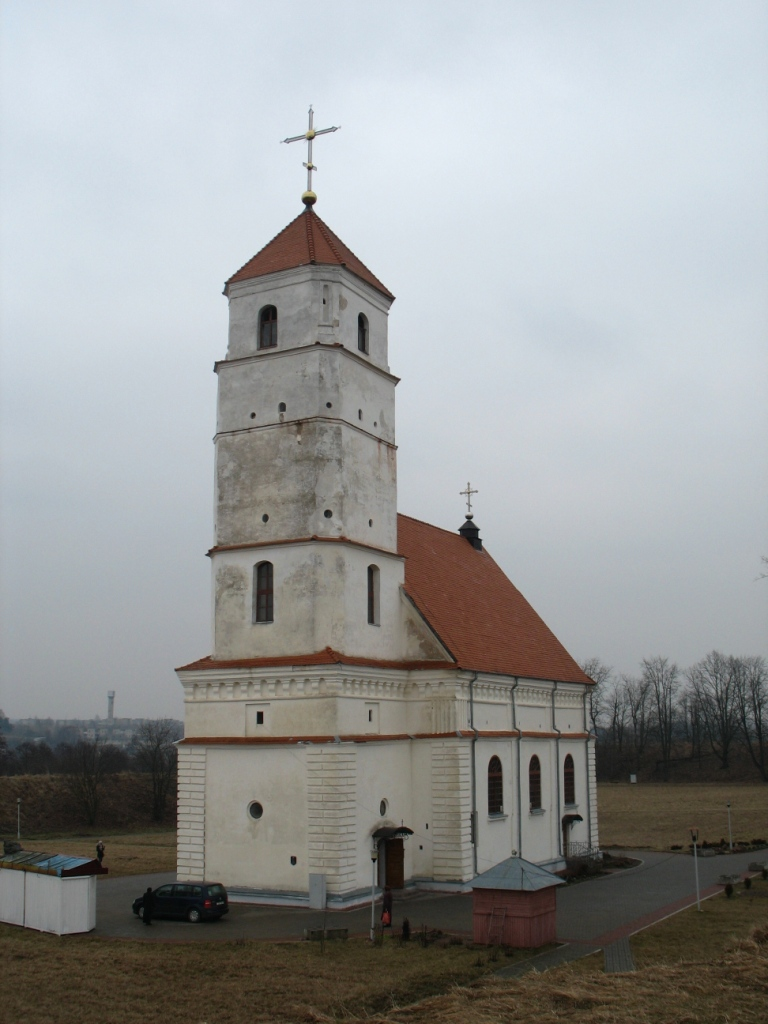
Zaslaŭje
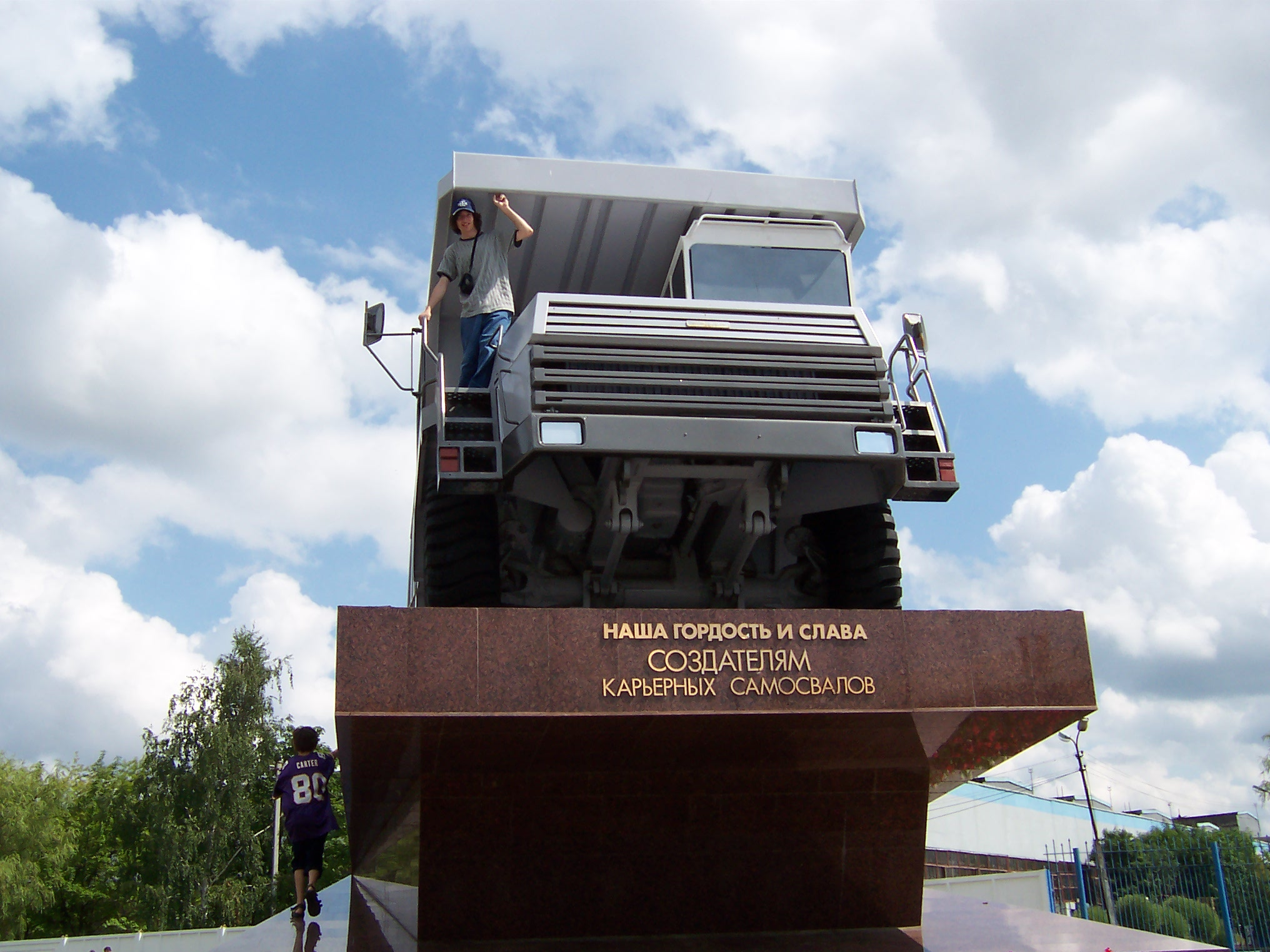
Žodzina